# 松山南道路

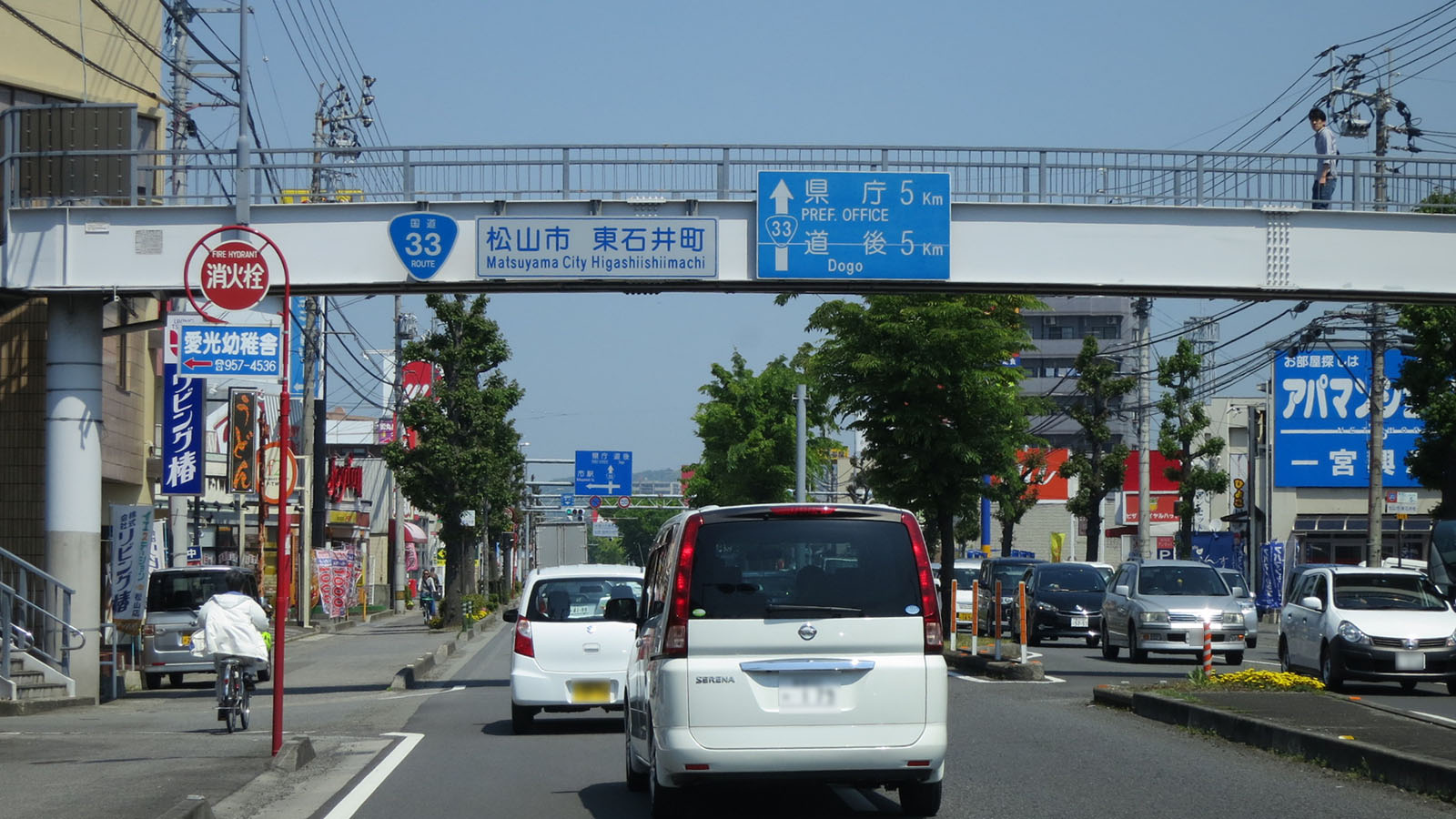
松山南道路
愛媛県松山市東石井

松山南道路（まつやまみなみどうろ）は愛媛県松山市森松町から同市勝山町に至る、延長5.9kmの国道33号バイパスとして建設される道路で、交通混雑の緩和及び交通安全の確保図ることを目的としたものである。

## 概要
高知市から松山市へ至る国道33号の一部で、当道路はその終点である松山市内の大部分を占める。沿線は松山市の南部市街地であり人口が多い他、松山自動車道松山インターチェンジと松山市中心部を結ぶメインルートでもあり、交通量は愛媛県内最多である。
当道路の大部分にあたる起点から天山交差点までは現道拡幅区間であり、この拡幅用地はかつて当道路の東側を並走していた伊予鉄道森松線の廃線跡を利用している。このように当道路は起点から一直線に松山市中心部へ北上するが、天山交差点からは松山環状線の一部として一旦東へ折れ、小坂交差点で再び松山市中心部へ向かうクランク状になっている。また、小坂交差点から終点までは国道11号が重複しており、当道路が属する「国道33号」の表示が見られなくなる。

### 路線データ
- 起点：松山市森松町（重松交差点＝砥部道路と接続、愛媛県道193号森松重信線交点）
- 終点：松山市勝山町二丁目（勝山交差点＝国道11号本線と接続、国道317号・愛媛県道20号松山北条線交点）
- 延長：5.9km
- 規格：第4種第1級
- 車線数：完成4車線
- 道路幅員：24-28m
- 車線幅員：3.25m
- 設計速度：60km/h

## 沿革
- 1966年（昭和41年） 事業化
- 1966年（昭和41年） 工事着手

## 通過市町村
- 松山市

## 当該道路の位置関係
- （松山方面） - 国道11号
- （高知方面） - 国道33号

## 主な構造物
- 小坂跨線橋
- 永木高架橋

## 交通量
大部分が松山市の南部市街地にあるため全体的に交通量が非常に多い。特に、松山IC入口交差点-天山交差点は混雑度が「2」を超える慢性的混雑状態であり、平均旅行速度は上りが10km/h台、下りでも20km/h台の区間がある。また、松山環状線の一部である天山交差点-小坂交差点は当道路で最も交通量が多い。

### 2010年
| 区間                               | 観測地点                   | 交通量    | 交通量  | 昼間 混雑度 | 昼間平均旅行速度 | 昼間平均旅行速度 |
| 区間                               | 観測地点                   | 2010年    | 前回比  | 昼間 混雑度 | 上り             | 下り             |
| ---------------------------------- | -------------------------- | --------- | ------- | ----------- | ---------------- | ---------------- |
| 重松交差点-松山IC入口交差点        | 松山市土居町793番地1       | 3万5728台 | -6262台 | 1.09        | 31.9km/h         | 13.1km/h         |
| 松山IC入口交差点-椿神社入口交差点  | 松山市北土居四丁目18番15号 | 5万0350台 | 2576台  | 2.77        | 14.1km/h         | 21.8km/h         |
| 椿神社入口交差点-県道190号（旧道） | 松山市北土居四丁目18番15号 | 5万0350台 | 2576台  | 2.77        | 12.6km/h         | 35.4km/h         |
| 県道190号（旧道）-天山交差点       | 松山市北土居四丁目18番15号 | 5万0350台 | 2576台  | 2.77        | 19.8km/h         | 21.6km/h         |
| 天山交差点-小坂交差点              | 松山市天山一丁目15番10号   | 5万0834台 | -380台  | 1.10        | 13.1km/h         | 21.3km/h         |
| 小坂交差点-永木交差点              | 松山市中村二丁目7番33号    | 4万6273台 | 226台   | 1.00        | 31.2km/h         | 25.5km/h         |
| 永木交差点-勝山交差点              | 松山市勝山町一丁目9番地1   | 3万1808台 | 253台   | 1.58        | 24.4km/h         | 11.7km/h         |
| 平均                               | 平均                       | 4万5099台 | 224台   | 1.87        | 21.0km/h         | 21.5km/h         |

### 2005年
| 地先                       | 平日24時間 | 平日24時間 | 平日24時間 | 平日24時間 | 休日24時間 | 休日24時間 | 休日24時間 | 休日24時間 | 休日率 |
| 地先                       | 交通量     | 混雑度     | ピーク時   | ピーク時   | 交通量     | 混雑度     | ピーク時   | ピーク時   | 休日率 |
| 地先                       | 交通量     | 混雑度     | 時間       | 旅行速度   | 交通量     | 混雑度     | 時間       | 旅行速度   | 休日率 |
| -------------------------- | ---------- | ---------- | ---------- | ---------- | ---------- | ---------- | ---------- | ---------- | ------ |
| 松山市井門町371番地3       | 4万1990台  | 1.30       | 7時        | 27.1km/h   | 3万9313台  | 1.24       | 14時       | 13.2km/h   | 96%    |
| 松山市東石井四丁目18番14号 | 4万7774台  | 3.17       | 18時       | 15.3km/h   | 4万1539台  | 2.83       | 15時       | 17.2km/h   | 89%    |
| 松山市天山一丁目15番10号   | 5万1214台  | 1.62       | 17時       | 10.4km/h   | 4万6200台  | 1.49       | 16時       | 9.0km/h    | 92%    |
| 松山市中村二丁目7番22号    | 4万6047台  | 1.06       | 7時        | 15.6km/h   | 3万7176台  | 0.85       | 16時       | 26.5km/h   | 80%    |
| 松山市勝山町一丁目12番地6  | 3万1555台  | 1.37       | 7時        | 7.0km/h    | 2万6172台  | 1.13       | 17時       | 11.5km/h   | 82%    |

### 1999年
24時間交通量（平成11年度道路交通センサス）平日／休日
- 松山市井門町371番地3：45,844／44,416
- 松山市東石井四丁目18番14号：54,401／52,202
- 松山市天山一丁目15番10号：55,997／52,420
- 松山市中村二丁目7番22号：50,261／41,608
- 松山市勝山町一丁目12番地6：37,405／30,703